# Konduktion

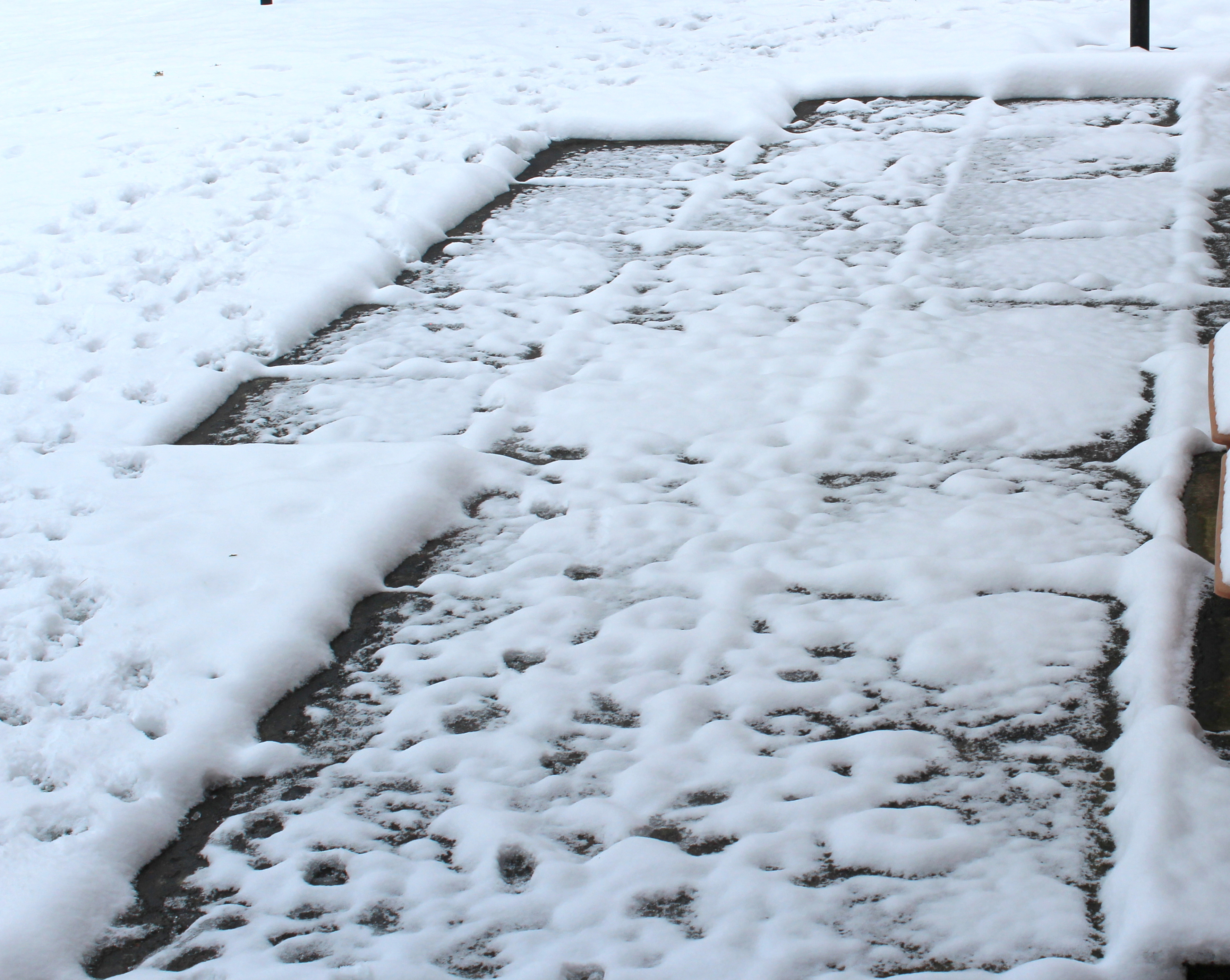
Tegelstenarna på denna uteplats leder värme bättre än den omgivande gräsmattan. Som ett resultat har värmen från jorden smält snön på beläggningen snabbare än snön på gräsmattan eller avståndet mellan beläggningsstenarna.

Konduktion är en term inom fysiken som betyder att värme eller elektrisk ström kan förflytta sig genom att ledas i ett material utan att själva materialet flyttar på sig. I fallet värme är konduktion samma som värmeledning som mäts i W/K. Håller man ena ändan av en järnspik i en ljuslåga, kommer snart hela spiken att bli varm på grund av konduktion av värme genom järnet.
Ett materials ledningsförmåga kallas konduktivitet. Elektrisk konduktivitet mäts i A/(V·m) medan värmeledningsförmåga mäts i W/(m·K). Många uppfattar det ensamma ordet konduktivitet som enbart elektrisk ledningsförmåga.
Hur stor transporten vid konduktionen blir beror på materialets konduktivitet, men även på dess dimensioner och på det som vi något oegentligt kan kalla drivkraften. För elektricitet är drivkraften den elektriska spänningen och för värme temperaturskillnaden. Saknas drivkraft, sker ingen transport hur stor konduktiviteten än är.
Värmetransport kan ske förutom med konduktion (värmeledning genom ett material) även med konvektion (själva det varma ämnet förflyttar sig) och värmestrålning (värmen färdas utan hjälp av något material).